# Юлленшерна, Карин
Карин Йёрансдоттер Юлленшерна (швед. Karin Göransdotter Gyllenstierna; до 1538—между 1602 и 1605), — шведская придворная дама. С 1554 по 1561 год она служила гофмейстериной (швед. hovmästarinna) при королеве Швеции Катерине Ягеллонке, а после её смерти принцессе Анне Шведской.

## Биография

### Личная жизнь
Карин была дочерью члена риксрода Йёрана Эрикссона Юлленшерны Фогельвикского (ум. 1575) и Керстин Нильсдоттер Грип (ум. 1538). Таким образом она была родственницей знаменитой Кристины Юлленшерны. Карин вышла замуж за Нильса Монссона Натта ох Дага в 1553 году. Она приходилась свояченицей Маргарете Биргерсдоттер Грип, которая также была её соседкой по поместью Бро. Она овдовела в 1554 году и родила своего сына Нильса Нильссона Натт ох Дага (1554—1613) уже после смерти его отца. Будучи опекуном своего сына, она управляла его поместьем до тех пор, пока он не достиг совершеннолетия в 1573 году.
В 1566 году она обручилась с членом риксрода Иваром Иварссоном Лильеёрном. Она так и не вышла за него замуж, но родила от него сына Ивара Иварссона (1567—1590). В 1567 году её жених погиб во время убийств Стуре. Несмотря на то, что она никогда не была замужем за Лильеёрном, она получила в распоряжение его имущество, считая его наследство своим и своего сына после обручения. Это втянуло её в тяжбу из-за наследства с его родственниками, которая длилась до конца её жизни. В 1587 году король заявил о своей поддержке её прав в этом споре. Однако на этом дело не кончилось. В 1594 году её права были вторично подтверждены как приоритетные над правами родственников её покойного жениха, но опять же их вражда не прекратилась.

### Придворная жизнь
Карин Юлленшерна была назначена старшей фрейлиной и гофмейстериной (швед. hovmästarinna) при королеве Швеции Катерине Ягеллонке. После её смерти в 1583 году Карин была предоставлена аналогичная должность при дворе шведской принцессы Анны Васы. Она упоминалась в этой должности применительно к 1587 году, как и следующая за ней гофмейстерина новой королевы Швеции, но в другой записи.
В 1591 году у Анны появилась новая главная фрейлина. Сын Карин Нильс занимал должность церемониймейстера при дворе первой королевы Гуниллы Юханссдоттер, а затем при следующей королеве, Кристине Шлезвиг-Гольштейн-Готторпской. Внучка Карин Юлленшерны, Кристина Натт ох Даг, была в 1639 году назначена приёмной матерью королевы Швеции Кристины вместе с Эббой Лейонхуфвуд.

### Смерть
Год смерти Карин Юлленшерны не известен. Она была ещё жива в 1602 году, когда её сын Нильс выступал в качестве её представителя в бесконечном споре о наследстве с семьей её покойного жениха, но упоминается как умершая в документе 1605 года, когда её сын действовал от своего имени в том же самом споре.